# Еврейска агенция за Израел
Еврейската агенция за Израел (на иврит: הסוכנות היהודית לארץ ישראל а-Сохну́т а-Йеуди́т ле-Ерец-Исраел) е неправителствена организация със седалище в Йерусалим, Израел, и най-голямата еврейска организация с нестопанска цел в света.
Създадена е през 1908 година като подразделение на Световната ционистка организация и през следващите десетилетия играе основна роля в заселването на евреи в Палестина. След създаването на Израел агенцията организира имиграцията и установяването в страната на около 3 милиона души.